# John Battle
John Dominic Battle, (né le 26 avril 1951) est un homme politique du Parti travailliste britannique, qui est député de Leeds West de 1987 à 2010.

## Jeunesse
Battle est né à Bradford et fait ses études à la St. Paulinus 'School, une école primaire de Dewsbury, au St Michael's College, Underley Hall 1962–1967 (un petit séminaire - enseignement secondaire - pour la formation des prêtres à l'archidiocèse catholique de Liverpool) et au St Joseph's College, Up Holland (1967–1972). Après une année de travail, il étudie à l'Université de Leeds où il obtient un BA avec distinction en anglais en 1976. De 1976 à 1979, il effectue des recherches de troisième cycle.
En 1979, il commence à travailler comme assistant parlementaire auprès de Derek Enright, un Député européen, lui aussi catholique. Battle obtient un siège au conseil municipal de Leeds en 1980. Il préside le comité innovant de l'industrie et de l'emploi et plus tard le comité du logement.
Il est choisi pour se présenter au siège conservateur de Leeds North West aux élections générales de 1983. Donald Kaberry, le député conservateur depuis la création du siège en 1955, prend sa retraite. John Battle perd contre un député en poste, Keith Hampson, dont le siège de Ripon a été aboli.
Battle devient le coordinateur national de Church Action on Poverty en 1983 et en 1986, est choisi pour se présenter au siège de Leeds West, qui avait connu un résultat surprenant lors des précédentes élections générales. Joseph Dean avait été confortablement réélu député travailliste de Leeds West aux élections générales de 1979, avec une majorité de plus de 10 000 voix. Cependant, en 1983, il est battu par le candidat libéral Michael Meadowcroft contre toutes les prédictions; car Leeds West était détenu par les travaillistes depuis 1945.

## Carrière parlementaire
Contre le mouvement national, Battle gagne assez facilement et prend la circonscription de Leeds West pour les travaillistes.
Moins d'un an après son entrée à la Chambre des communes, Battle est promu au poste de whip de l'opposition par Neil Kinnock en 1988, mais démissionne pour protester contre le soutien du Labour au gouvernement Major pendant la guerre du Golfe de 1991. Après les élections générales de 1992, il rejoint le frontbench du nouveau chef du Parti travailliste, John Smith comme porte-parole sur le logement. Après la mort de Smith et l'élection de Tony Blair comme chef du parti travailliste en 1994, Battle est déplacé dans un remaniement au poste de porte-parole sur la science et la technologie. En 1995, il est de nouveau déplacé; cette fois comme porte-parole sur l'énergie.
À la suite des élections générales de 1997, Battle entre au gouvernement comme ministre d'État au ministère du Commerce et de l'Industrie chargé de la science, de l'énergie et de l'industrie, annonçant le démantèlement de la centrale nucléaire de Dounreay en 1998. En 1999, il est nommé au ministère des Affaires étrangères et du Commonwealth, et quitte le gouvernement après les élections générales de 2001. Par la suite, il siège au Comité du développement international. En 2002, Battle est membre du Conseil privé et l'envoyé du premier ministre auprès de toutes les communautés religieuses jusqu'en mai 2010.
Le 27 juin 2009, Battle est investi comme Chevalier Commandeur avec l'Étoile de l'Ordre de Saint-Grégoire-le-Grand par le pape Benoît XVI, ceci en reconnaissance de l'engagement de toute une vie et de la loyauté envers l'Église catholique et pour la contribution politique de Battle en tant que membre du Parlement ,.

## Vie privée
En tant que fervent catholique romain, il est résolument anti-avortement, pro-nationaliste concernant l'Irlande du Nord et un soutien de longue date du Timor oriental.
Il épouse Mary Meenan en 1977, qui est d'origine catholique irlandaise et qui est chercheur en mathématiques à l'Université de Leeds, où ils se sont rencontrés à l'aumônerie catholique de l'Université. Ils ont un fils (né vers 1980) et deux filles. Une de ses filles est diplômée de l'Université de Leeds en mathématiques et finance. Son frère, Jim Battle, est le chef adjoint du conseil municipal de Manchester de 2004 à 2013, puis occupe le poste de commissaire adjoint de la police et de la criminalité pour le Grand Manchester.
Battle est membre de Blackfriars Hall, Université d'Oxford, et mécène de l'International Young Leaders Network.